# 県境
県境（けんきょう、けんざかい）とは、県と県の境界である。
日本においては県同士のみならず、都道府県のうち県でない東京都・北海道・京都府・大阪府と他の県との境界（都道府県境）も一般的に県境と呼ばれる。ただし、府同士の境界である大阪府と京都府の境界に限って、府境（ふきょう、ふざかい）という場合がある。また世界の一部の国の行政区画で、「県」と日本語訳される、日本の都道府県と類似する地域同士の境界についても「県境」と訳される。
都県の極一部が隣県に囲まれていたり、河川の流路変更で対岸に取り残されたりなどの理由で、陸上で接続していない飛び地もある。

## 県境がある場所
県境は山地・峠の尾根、川、湖、灘、海峡といった令制国以来の自然地形で隔てられている場合が多い。しかし市街地や集落、田畑の中に県境が引かれていて、標識がなければ都府県境と分からない地域もあり、2つの県に跨る施設も存在する。狭い水路で県境が分けられていたり、瀬戸内海の井島・大槌島のように小さな島が県境で二分されていたりする場合もある。
こうした不思議・不自然に思える県境を紹介した本が出版されたり、後述の埼玉・群馬・栃木三県境のように観光客誘致に活用されたりしている。福井県あわら市と石川県加賀市は2015年、吉崎集落にある県境に跨って「越前加賀県境の館」を整備した。能越自動車道で2015年完成した「能越県境パーキングエリア」（石川県・富山県）、京都府木津川市と奈良県奈良市にまたがる「イオンモール高の原」を含むこうした施設は、床の色分けなどで県境を表示し、記念撮影する来場者に配慮している。

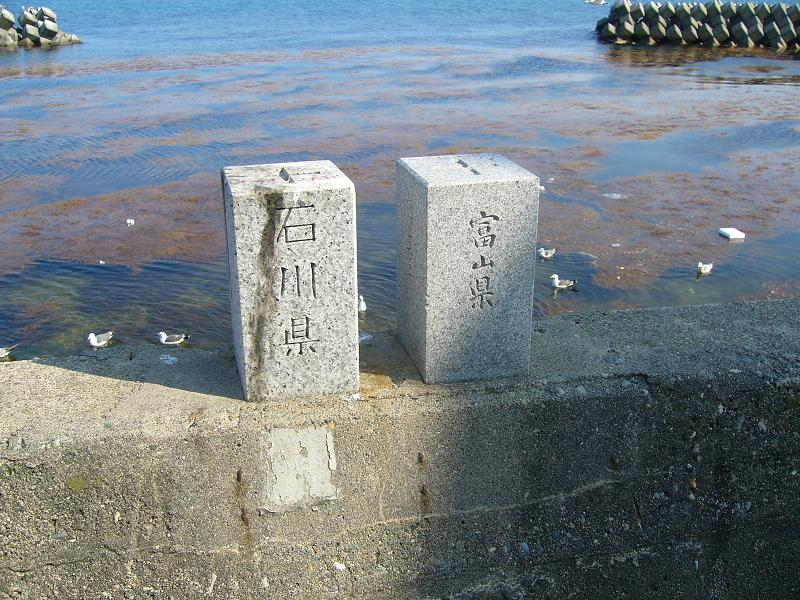
石川県と富山県の県境を示す石碑（国道160号にて）
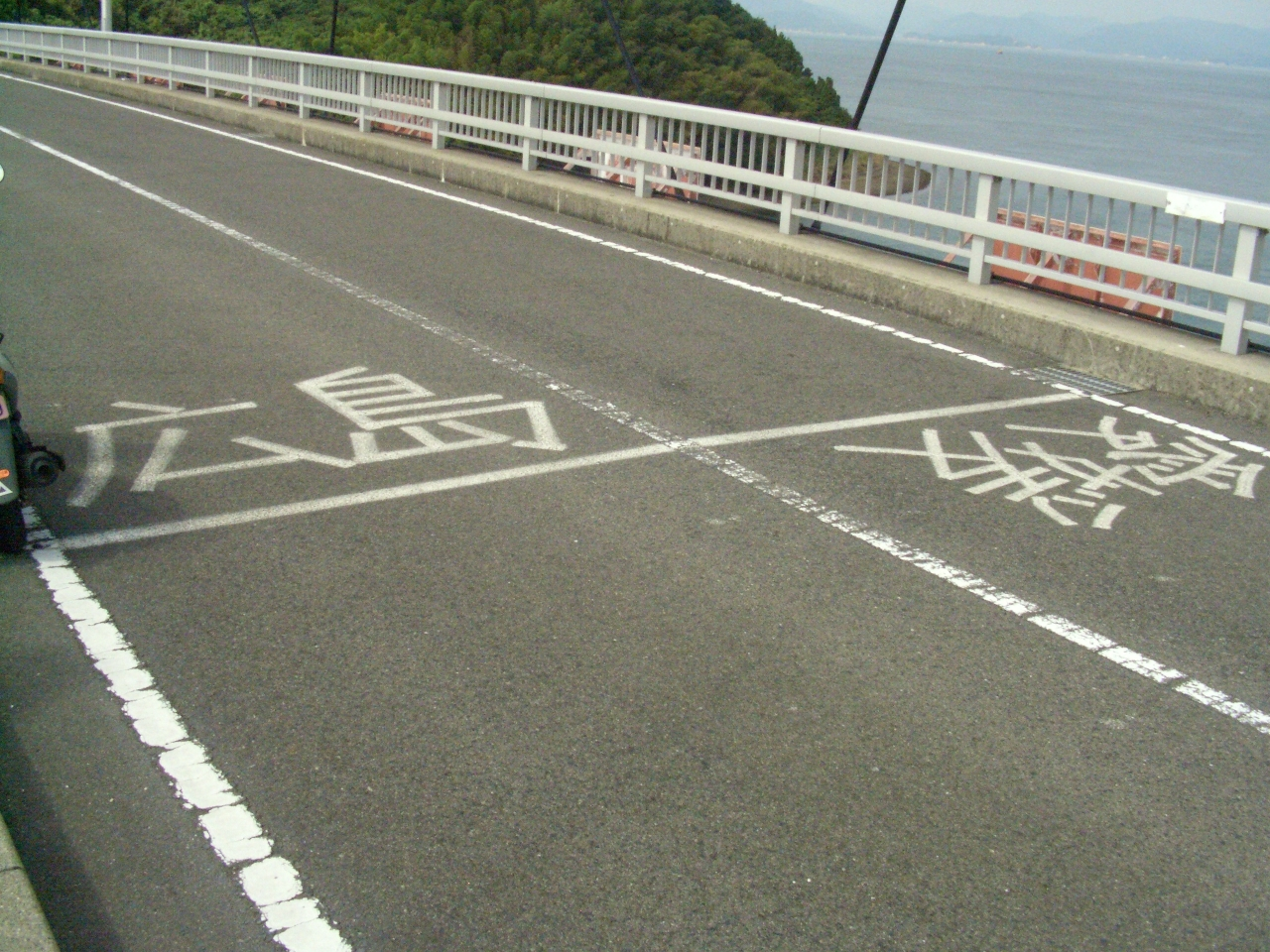
広島県と愛媛県の県境を示す路面標識（大崎下島広域農道・岡村大橋）
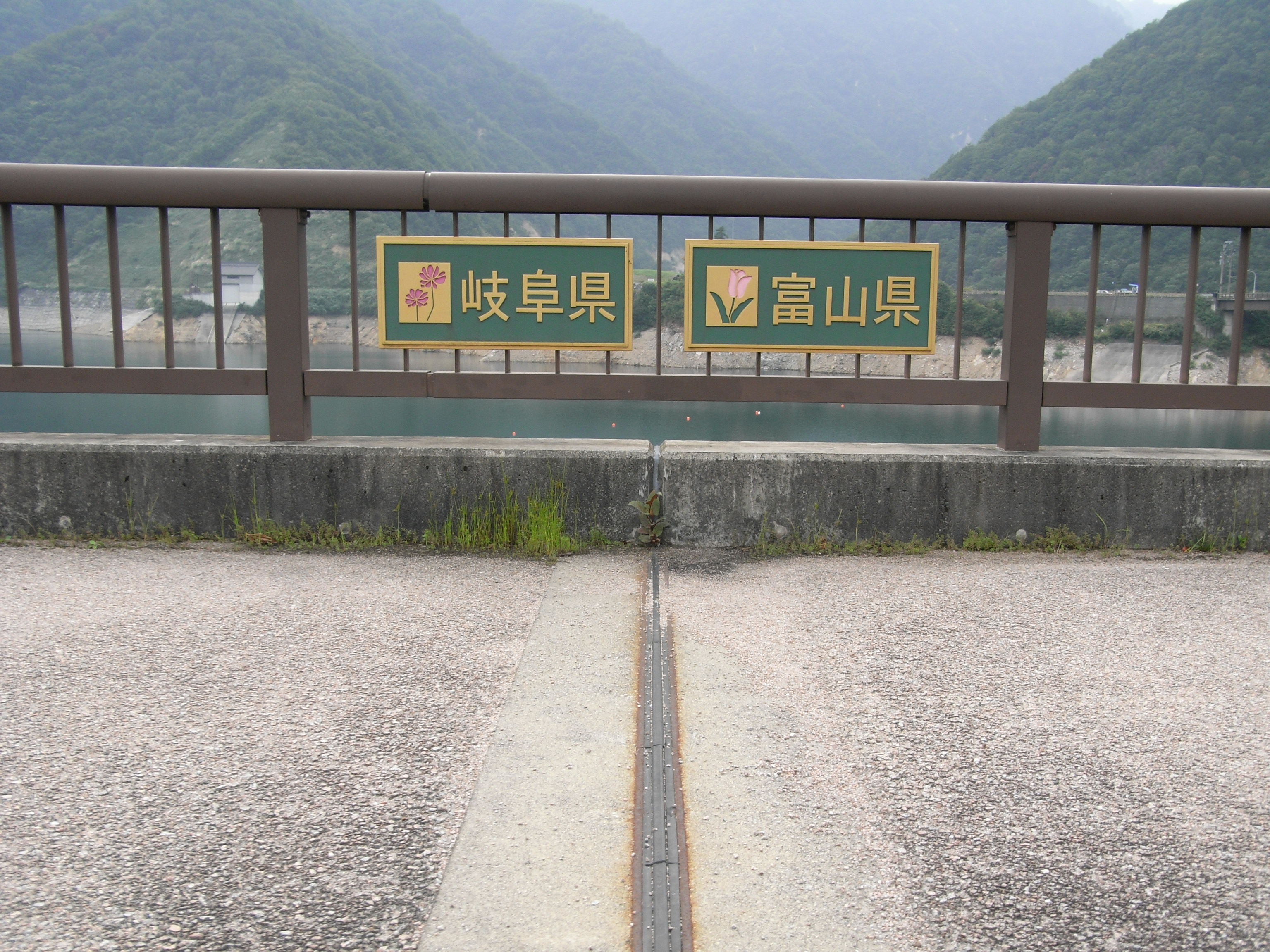
境川ダム上にある岐阜・富山の県境
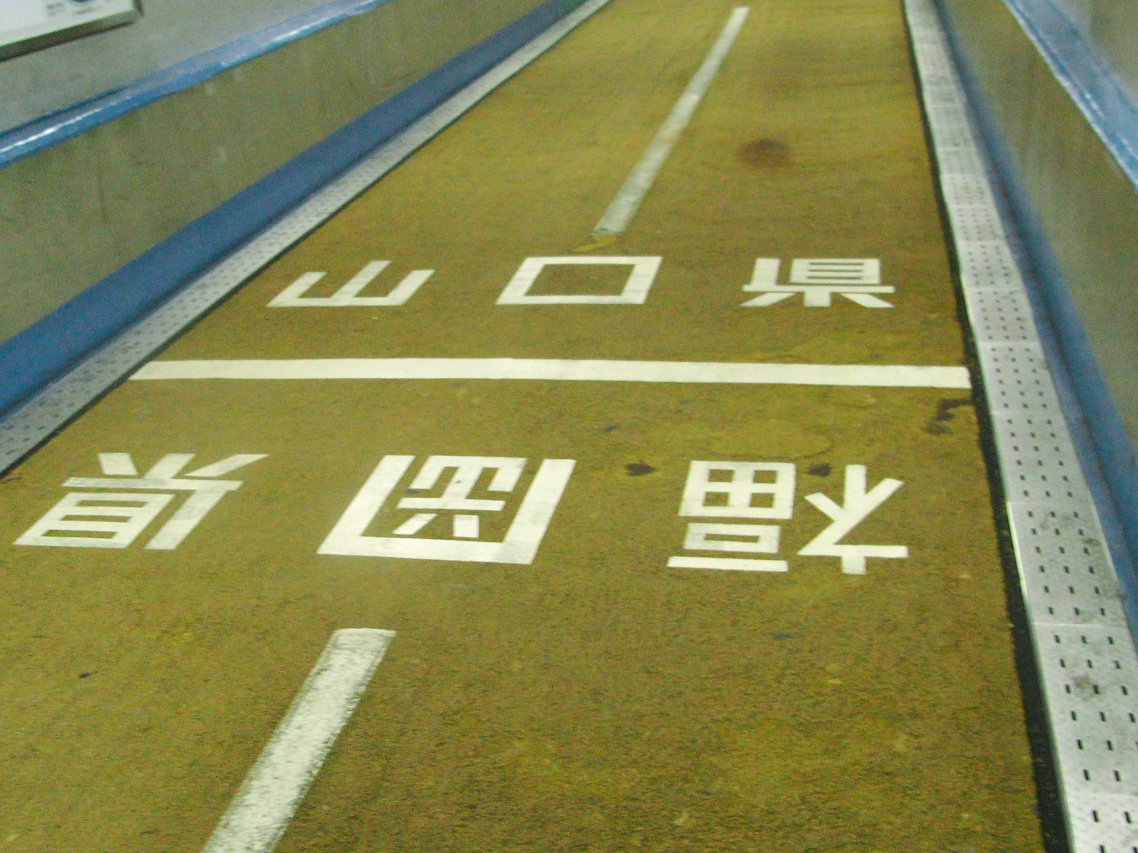
関門国道トンネルの人道にある山口・福岡の県境
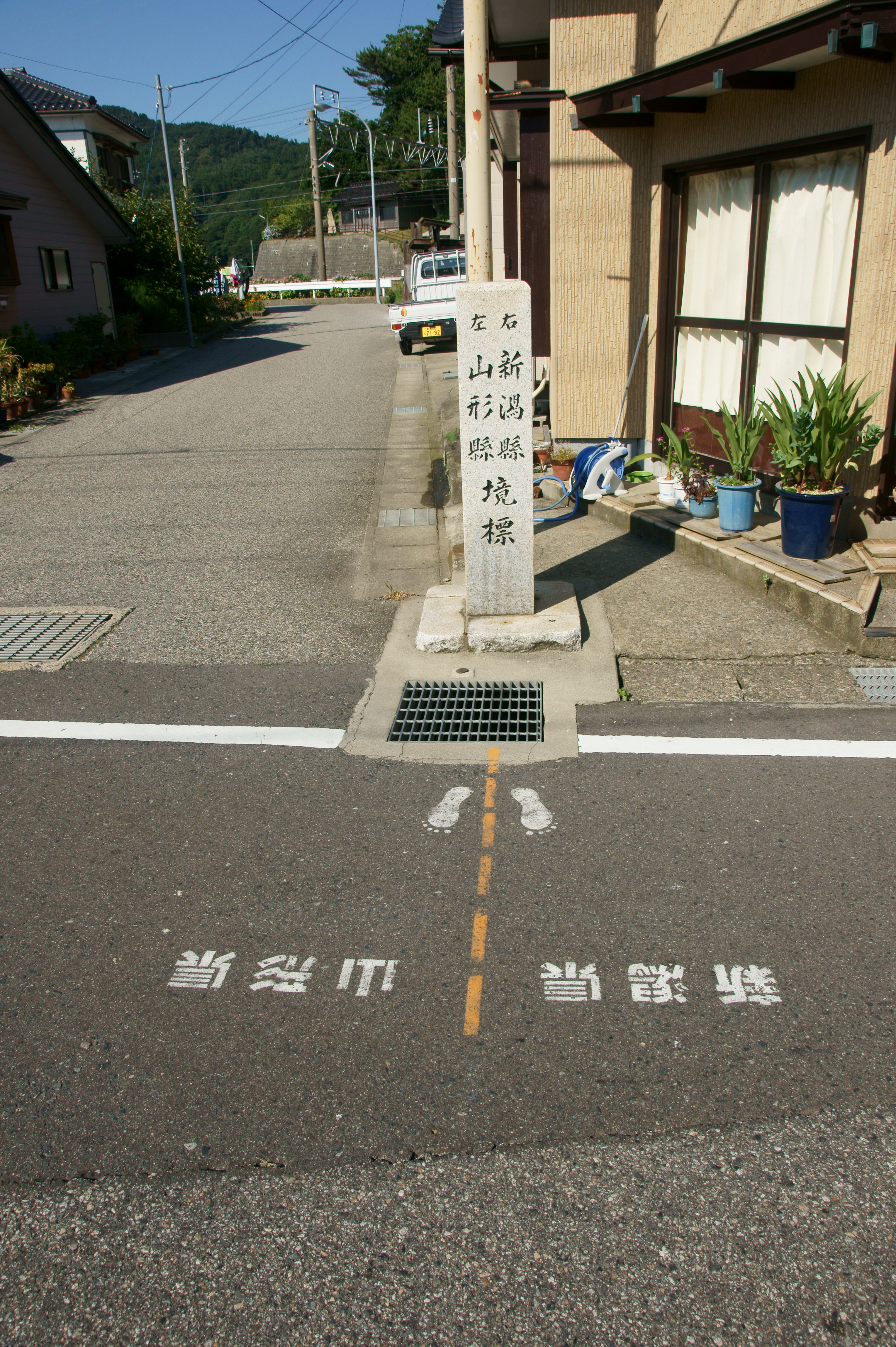
鼠ヶ関にある山形・新潟の県境
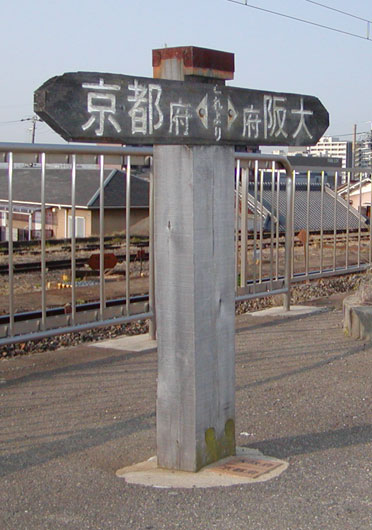
山崎駅に設置されている、京都・大阪府境の標識。現在は新しいものに置き換わっている。

## 三県境

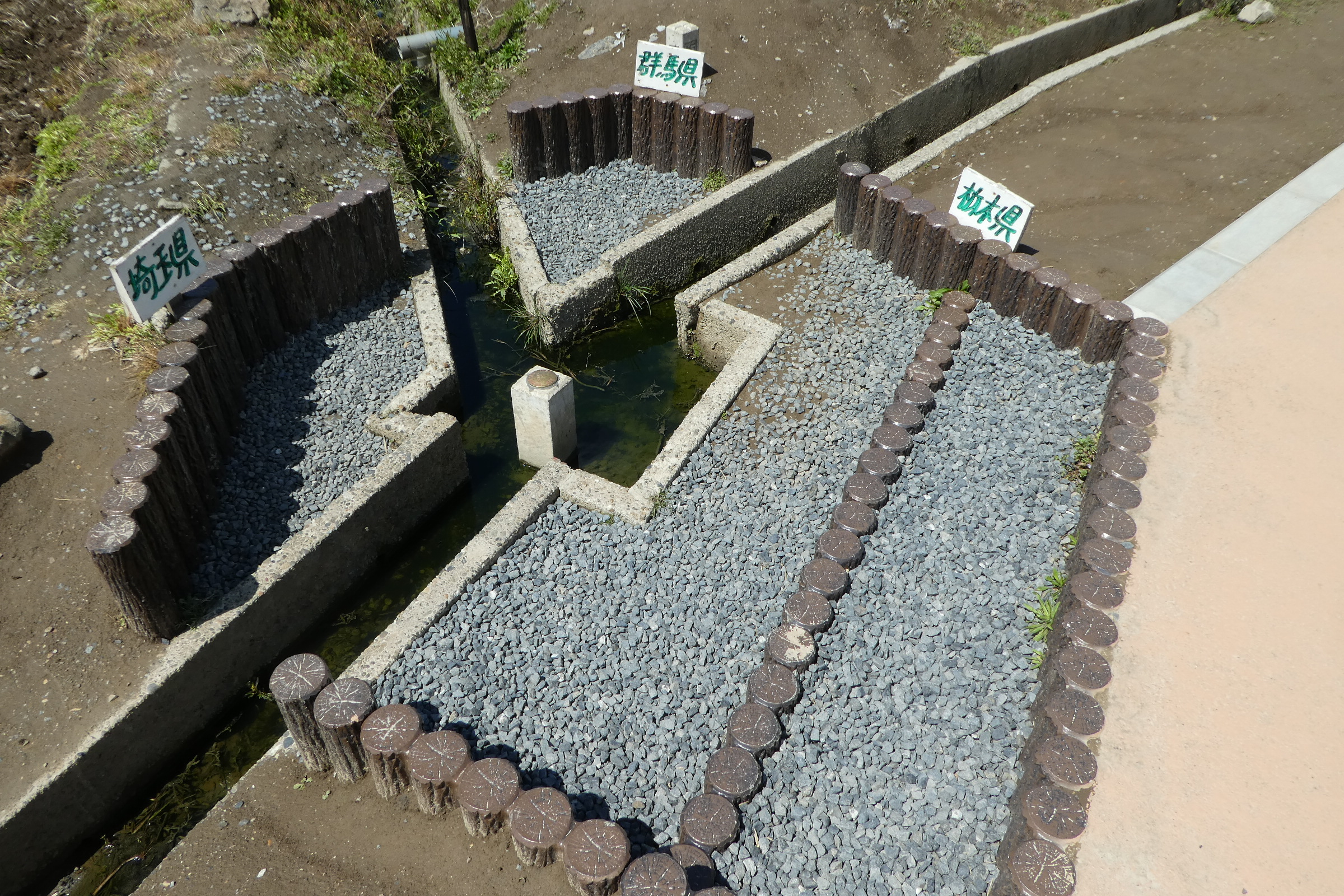
栃木・群馬・埼玉の三県境。（2019年4月）

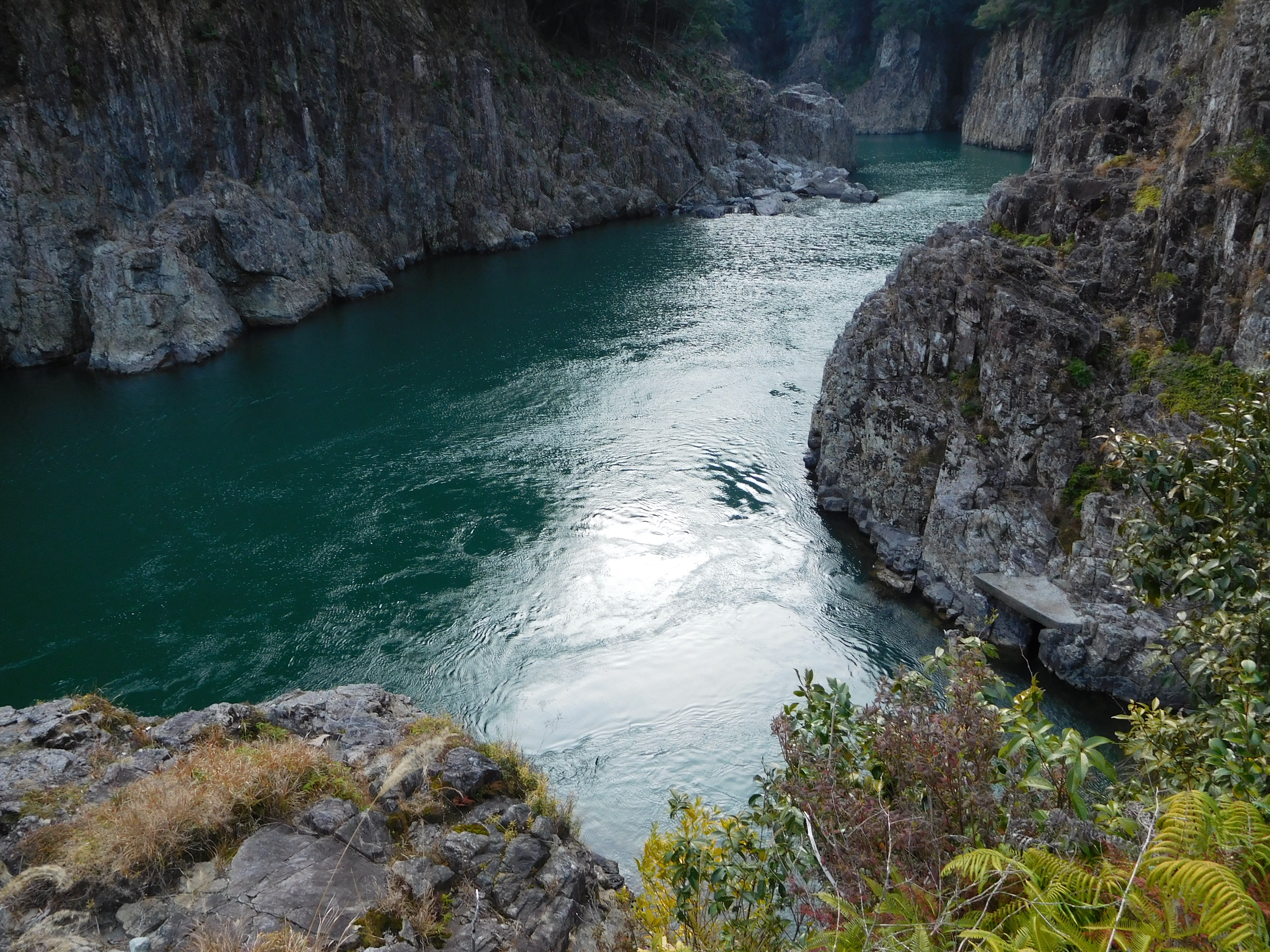
川の中の三県境点。流路の中央が境界線となっている。向かって右側が和歌山県、上方が三重県、下方が奈良県（説明付き画像）。

3つの都道府県境が一点に集まる箇所を三県境（さんけんざかい、さんけんきょう）または三国境（みくにざかい、さんこくきょう）と呼ぶ。三県境は全部で48か所存在する（三重県と奈良県間の和歌山県の飛び地含む）。三県境は山の頂上や河川の中央になっていることが多い。山の頂上の場合はそこの山の名前が三国山または三国岳となっていることが多い。

### 著名な三県境
- 栃木県栃木市・群馬県邑楽郡板倉町・埼玉県加須市の三県境
  - 東武日光線柳生駅の東北東約400メートルにあり、国内に存在する三国境の中で唯一の平地にあることから一種の観光名所と化している。かつては渡良瀬川の水中に存在すると定義されていた。しかし明治・大正期に渡良瀬遊水地を設置した影響で一帯が沼地へと変わり、その後圃場整備で埋め立てられて水田となった。それぞれの県境は三本の畦で区分されているが、三県境そのものを示す杭が埋没しており、正確な位置は長らく不明となっていた。2016年1月から、三県境に接する2市1町により県境を策定する測量が実施され、この際、地中に埋もれていた三県境を示す杭も再発見された。同年3月までに県境確定作業を終了し、地権者立会のもと三県境を示す新たな杭が打たれ、同月31日、加須市役所において栃木市・板倉町・加須市の3首長が境界を定めた文書への調印式を行った[2]。4月1日より発効。
- 和歌山県・三重県・奈良県の三県境
  - 通常、3県が県境を接する点は1箇所のみであるが、和歌山県の北山村全域や新宮市の一部が三重県と奈良県に挟まれた飛地となっていることもあり、この3県については三県境が5箇所存在するという、全国唯一の地帯となっている[3]。和歌山県では、2013年に「ようこそ さん・けん・きょう 熊野の国へ」[4]と銘打って、案内板の設置・フォトラリーなどの観光キャンペーンを行っていた[3]。

### 三県境の一覧
| 座標                                                                          | 市町村1                | 市町村2                | 市町村3                | 備考                       |
| ----------------------------------------------------------------------------- | ---------------------- | ---------------------- | ---------------------- | -------------------------- |
| 北緯40度14分51.64秒 東経140度57分18.38秒 / 北緯40.2476778度 東経140.9551056度 | 青森県三戸郡田子町     | 岩手県八幡平市         | 秋田県鹿角市           | 四角岳山頂                 |
| 北緯38度57分29.04秒 東経140度46分25.02秒 / 北緯38.9580667度 東経140.7736167度 | 岩手県一関市           | 宮城県栗原市           | 秋田県雄勝郡東成瀬村   | 栗駒山山頂西側             |
| 北緯38度53分21.01秒 東経140度32分49.59秒 / 北緯38.8891694度 東経140.5471083度 | 宮城県大崎市           | 秋田県湯沢市           | 山形県最上郡最上町     | 軍沢岳山頂南側             |
| 北緯37度58分35.85秒 東経140度16分48.05秒 / 北緯37.9766250度 東経140.2800139度 | 宮城県刈田郡七ヶ宿町   | 山形県東置賜郡高畠町   | 福島県福島市           | 龍ヶ岳山頂南側             |
| 北緯37度50分49.01秒 東経139度40分51.14秒 / 北緯37.8469472度 東経139.6808722度 | 山形県西置賜郡小国町   | 福島県喜多方市         | 新潟県新発田市         | 御西岳山頂西側             |
| 北緯36度55分59.88秒 東経140度15分51.31秒 / 北緯36.9333000度 東経140.2642528度 | 福島県東白川郡棚倉町   | 茨城県久慈郡大子町     | 栃木県大田原市         | 八溝山山頂西側             |
| 北緯36度54分38.84秒 東経139度23分35.87秒 / 北緯36.9107889度 東経139.3932972度 | 福島県南会津郡檜枝岐村 | 栃木県日光市           | 群馬県利根郡片品村     | 黒岩山山頂北側             |
| 北緯36度56分25.89秒 東経139度13分54.85秒 / 北緯36.9405250度 東経139.2319028度 | 福島県南会津郡檜枝岐村 | 群馬県利根郡片品村     | 新潟県魚沼市           | 尾瀬ヶ原（ヨッピ川）       |
| 北緯36度11分58.90秒 東経139度41分16.60秒 / 北緯36.1996944度 東経139.6879444度 | 茨城県古河市           | 栃木県栃木市           | 埼玉県加須市           | 渡良瀬川                   |
| 北緯36度5分26.72秒 東経139度46分34.39秒 / 北緯36.0907556度 東経139.7762194度  | 茨城県猿島郡五霞町     | 埼玉県幸手市           | 千葉県野田市           | 江戸川                     |
| 北緯36度12分25.36秒 東経139度39分51.97秒 / 北緯36.2070444度 東経139.6644361度 | 栃木県栃木市           | 群馬県邑楽郡板倉町     | 埼玉県加須市           | 栃木・群馬・埼玉の三県境   |
| 北緯35度59分7.19秒 東経138度42分45.23秒 / 北緯35.9853306度 東経138.7125639度  | 群馬県多野郡上野村     | 埼玉県秩父市           | 長野県南佐久郡川上村   | 三国山山頂北西側           |
| 北緯36度44分18.61秒 東経138度41分45.36秒 / 北緯36.7385028度 東経138.6959333度 | 群馬県吾妻郡中之条町   | 新潟県南魚沼郡湯沢町   | 長野県下水内郡栄村     | 白砂山山頂東側             |
| 北緯35度46分57.90秒 東経139度53分37.56秒 / 北緯35.7827500度 東経139.8937667度 | 埼玉県三郷市           | 千葉県松戸市           | 東京都葛飾区           | 江戸川                     |
| 北緯35度51分17.28秒 東経138度56分38.15秒 / 北緯35.8548000度 東経138.9439306度 | 埼玉県秩父市           | 東京都西多摩郡奥多摩町 | 山梨県北都留郡丹波山村 | 雲取山山頂南側             |
| 北緯35度54分33.24秒 東経138度43分44.36秒 / 北緯35.9092333度 東経138.7289889度 | 埼玉県秩父市           | 山梨県山梨市           | 長野県南佐久郡川上村   | 甲武信ヶ岳山頂             |
| 北緯35度40分19.13秒 東経139度7分52.87秒 / 北緯35.6719806度 東経139.1313528度  | 東京都西多摩郡檜原村   | 神奈川県相模原市緑区   | 山梨県上野原市         | 三国峠                     |
| 北緯35度24分2.22秒 東経138度54分59.04秒 / 北緯35.4006167度 東経138.9164000度  | 神奈川県足柄上郡山北町 | 山梨県南都留郡山中湖村 | 静岡県駿東郡小山町     | 三国山山頂                 |
| 北緯36度45分58.19秒 東経137度45分44.78秒 / 北緯36.7661639度 東経137.7624389度 | 新潟県糸魚川市         | 富山県下新川郡朝日町   | 長野県北安曇郡白馬村   | 三国境山頂                 |
| 北緯36度17分57.13秒 東経136度47分32.30秒 / 北緯36.2992028度 東経136.7923056度 | 富山県南砺市           | 石川県白山市           | 岐阜県大野郡白川村     | 笈ヶ岳山頂北側             |
| 北緯36度23分23.26秒 東経137度35分14.36秒 / 北緯36.3897944度 東経137.5873222度 | 富山県富山市           | 長野県大町市           | 岐阜県高山市           | 三俣蓮華岳山頂西側         |
| 北緯36度5分10.61秒 東経136度45分15.42秒 / 北緯36.0862806度 東経136.7542833度  | 石川県白山市           | 福井県大野市           | 岐阜県高山市           | 三ノ峰山頂南側             |
| 北緯35度39分31.15秒 東経136度16分50.60秒 / 北緯35.6586528度 東経136.2807222度 | 福井県南条郡南越前町   | 岐阜県揖斐郡揖斐川町   | 滋賀県長浜市           | 三国岳山頂西側             |
| 北緯35度21分21.64秒 東経135度46分7.16秒 / 北緯35.3560111度 東経135.7686556度  | 福井県大飯郡おおい町   | 滋賀県高島市           | 京都府南丹市           | 三国岳山頂北側             |
| 北緯35度38分40.37秒 東経138度13分7.22秒 / 北緯35.6445472度 東経138.2186722度  | 山梨県南アルプス市     | 長野県伊那市           | 静岡県静岡市葵区       | 三峰岳山頂北側             |
| 北緯35度17分21.60秒 東経137度33分43.21秒 / 北緯35.2893333度 東経137.5620028度 | 長野県下伊那郡根羽村   | 岐阜県恵那市           | 愛知県豊田市           | 三国山山頂東側             |
| 北緯35度12分44.89秒 東経137度50分17.20秒 / 北緯35.2124694度 東経137.8381111度 | 長野県下伊那郡天龍村   | 静岡県浜松市天竜区     | 愛知県北設楽郡豊根村   | 天竜川（佐久間湖）         |
| 北緯35度8分5.17秒 東経136度40分21.99秒 / 北緯35.1347694度 東経136.6727750度   | 岐阜県海津市           | 愛知県愛西市           | 三重県桑名市           | 長良川                     |
| 北緯35度13分3.86秒 東経136度24分54.44秒 / 北緯35.2177389度 東経136.4151222度  | 岐阜県大垣市           | 三重県いなべ市         | 滋賀県犬上郡多賀町     | 三国岳山頂北西側           |
| 北緯34度47分29.56秒 東経136度1分20.23秒 / 北緯34.7915444度 東経136.0222861度  | 三重県伊賀市           | 滋賀県甲賀市           | 京都府相楽郡南山城村   | 三国塚                     |
| 北緯34度44分18.81秒 東経136度3分19.66秒 / 北緯34.7385583度 東経136.0554611度  | 三重県伊賀市           | 京都府相楽郡南山城村   | 奈良県奈良市           |                            |
| 北緯34度0分35.60秒 東経136度0分13.03秒 / 北緯34.0098889度 東経136.0036194度   | 三重県熊野市           | 奈良県吉野郡下北山村   | 和歌山県東牟婁郡北山村 | 北山川（七色貯水池）       |
| 北緯33度55分6.48秒 東経135度54分32.75秒 / 北緯33.9184667度 東経135.9090972度  | 三重県熊野市           | 奈良県吉野郡十津川村   | 和歌山県東牟婁郡北山村 | 北山川（北山峡）           |
| 北緯33度54分33.69秒 東経135度52分50.78秒 / 北緯33.9093583度 東経135.8807722度 | 三重県熊野市           | 奈良県吉野郡十津川村   | 和歌山県新宮市         | 北山川（瀞峡）             |
| 北緯33度51分41.73秒 東経135度52分29.39秒 / 北緯33.8615917度 東経135.8748306度 | 三重県熊野市           | 奈良県吉野郡十津川村   | 和歌山県新宮市         | 北山川                     |
| 北緯33度52分23.36秒 東経135度51分28.51秒 / 北緯33.8731556度 東経135.8579194度 | 三重県熊野市           | 奈良県吉野郡十津川村   | 和歌山県新宮市         | 北山川                     |
| 北緯35度2分43.03秒 東経135度22分16.50秒 / 北緯35.0452861度 東経135.3712500度  | 京都府南丹市           | 大阪府豊能郡能勢町     | 兵庫県丹波篠山市       | 舩谷山山頂                 |
| 北緯34度46分40.74秒 東経135度43分43.10秒 / 北緯34.7779833度 東経135.7286389度 | 京都府京田辺市         | 大阪府枚方市           | 奈良県生駒市           |                            |
| 北緯34度22分59.57秒 東経135度39分4.16秒 / 北緯34.3832139度 東経135.6511556度  | 大阪府河内長野市       | 奈良県五條市           | 和歌山県橋本市         | 行者杉（神福山山頂南西側） |
| 北緯35度14分27.65秒 東経134度24分10.16秒 / 北緯35.2410139度 東経134.4028222度 | 兵庫県宍粟市           | 鳥取県八頭郡若桜町     | 岡山県英田郡西粟倉村   | 江浪峠北西側               |
| 北緯35度4分27.30秒 東経133度8分11.12秒 / 北緯35.0742500度 東経133.1364222度   | 鳥取県日野郡日南町     | 島根県仁多郡奥出雲町   | 広島県庄原市           | 三国山山頂北側             |
| 北緯35度3分27.67秒 東経133度16分8.86秒 / 北緯35.0576861度 東経133.2691278度   | 鳥取県日野郡日南町     | 岡山県新見市           | 広島県庄原市           | 三国山山頂                 |
| 北緯34度28分3.56秒 東経132度4分6.97秒 / 北緯34.4676556度 東経132.0686028度    | 島根県益田市           | 広島県廿日市市         | 山口県岩国市           | 冠山山頂西側               |
| 北緯34度0分45.04秒 東経133度40分46.37秒 / 北緯34.0125111度 東経133.6795472度  | 徳島県三好市           | 香川県観音寺市         | 愛媛県四国中央市       | 曼陀峠西側                 |
| 北緯33度52分54.49秒 東経133度39分38.17秒 / 北緯33.8818028度 東経133.6606028度 | 徳島県三好市           | 愛媛県四国中央市       | 高知県長岡郡大豊町     | 三傍示山山頂南側           |
| 北緯33度6分14.64秒 東経130度50分23.27秒 / 北緯33.1040667度 東経130.8397972度  | 福岡県八女市           | 熊本県山鹿市           | 大分県日田市           | 三国山山頂                 |
| 北緯32度49分58.85秒 東経131度19分46.29秒 / 北緯32.8330139度 東経131.3295250度 | 熊本県阿蘇郡高森町     | 大分県竹田市           | 宮崎県西臼杵郡高千穂町 | 国観峠西側                 |
| 北緯32度6分2.86秒 東経130度43分14.20秒 / 北緯32.1007944度 東経130.7206111度   | 熊本県人吉市           | 宮崎県えびの市         | 鹿児島県伊佐市         | 桑木津留川                 |

## 境界未定地域
2024年7月1日現在、各都道府県間における境界が定まっていない地域は14箇所である（隣接している地域もあるので、数え方が異なる場合がある。ここでは国土地理院の表記に従う）。総面積は、12780.25平方キロメートルである。この節の数値の単位は、特記がない限り、全て平方キロメートルで示す。各地名の後の()内の数値は、国土地理院が発行する令和6年全国都道府県市区町村別面積調（7月1日時点）に記載されている、その境界未定地域のうち各自治体の参考値である。

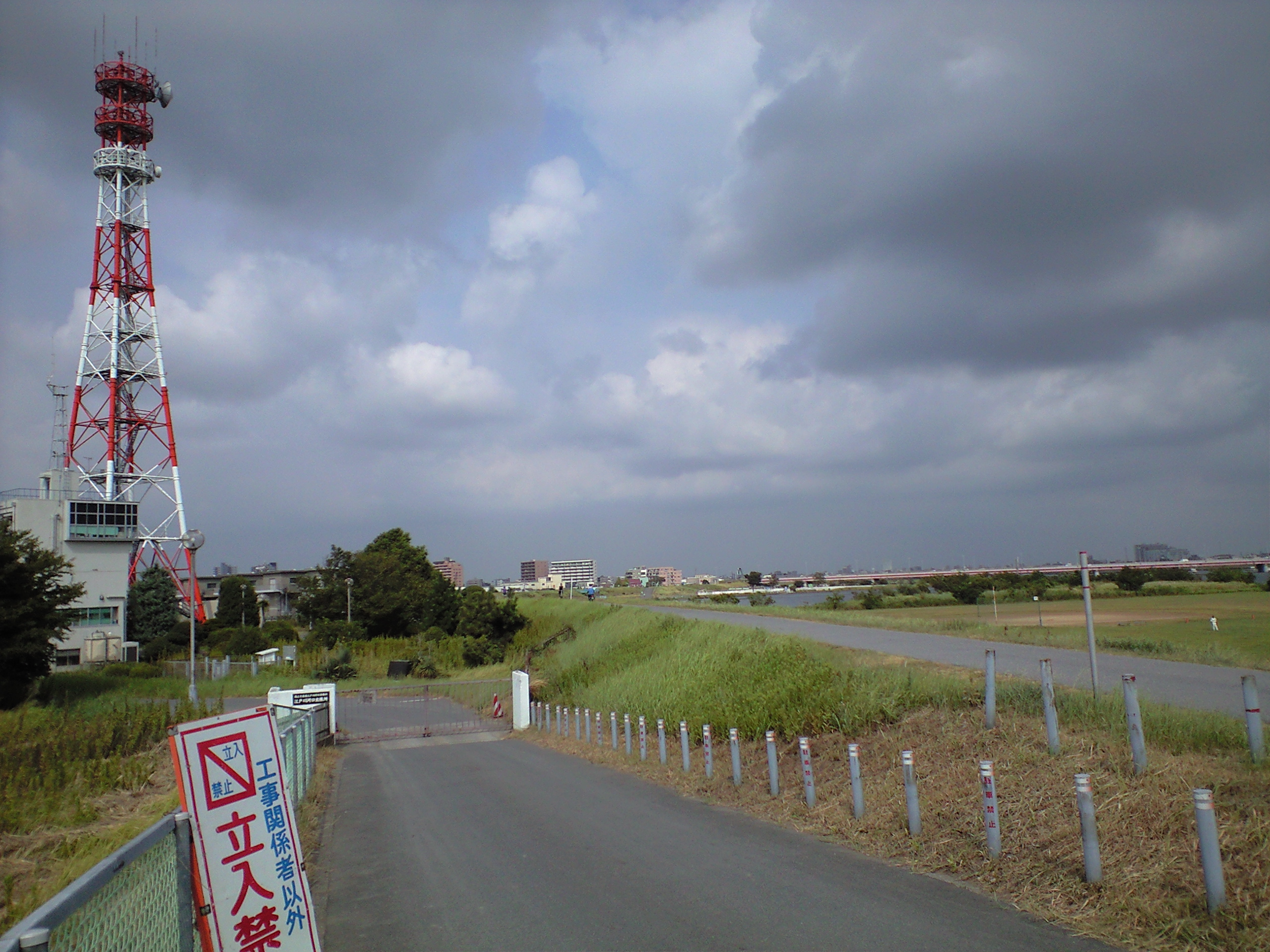
市川市（千葉県）側から見た河原番外地

- 宮城県刈田郡蔵王町 (152.83) ・柴田郡川崎町 (270.77) と山形県山形市 (381.30) ・上山市 (240.93) の1045.83
  - 蔵王連峰におけるリフト建設時の行政対応を巡り業者が民事訴訟を起こしたことで、蔵王町と上山市に接する七ヶ宿町も巻き込んだ騒動となった（蔵王県境裁判も参照）。
- 山形県鶴岡市 (1311.51) ・西置賜郡小国町 (737.56) と新潟県村上市 (1174.17) ・岩船郡関川村 (299.61) の3522.85
- 埼玉県三郷市 (30.13) と東京都葛飾区 (34.80) の64.93
  - 小合溜井付近にあたる。
- 千葉県市川市 (57.44) ・浦安市 (17.25) と東京都江戸川区 (49.90) の124.60
  - 市川市との境界については、本来は江戸川左岸が千葉県、右岸が東京都という明確な基準があった。1919年に江戸川放水路が開削され、1943年に江戸川水門が竣工した際に元の江戸川（旧江戸川）の流路がずれ、境界部が陸地になった。それにより、従来の位置を境界と主張する江戸川区と、あくまでも川が境界と主張する市川市とで対立することとなった。この地域は「河原番外地」と呼ばれ、河川敷緑地（野球場)と国土交通省 関東地方整備局 江戸川河川事務所 江戸川河口出張所（所在地は江戸川区東篠崎町250番地）がある[6]。
  - 浦安市との境界未定地域は、東京ディズニーリゾートの西沖、旧江戸川河口付近にあたる[7]。
- 新潟県糸魚川市 (746.24) と長野県北安曇郡小谷村 (267.91) の1014.15
- 富山県富山市 (1241.70) ・黒部市 (426.31) ・中新川郡立山町 (307.29) ・下新川郡朝日町 (226.30) と長野県北安曇郡白馬村 (189.36) の2390.96
- 山梨県富士吉田市 (121.74) と静岡県駿東郡小山町 (135.74) の257.47
  - 富士山付近に当たる。
- 山梨県南都留郡鳴沢村 (89.58) と静岡県富士宮市 (389.08) の478.66
  - 富士山八合目付近より頂上までの富士山本宮浅間大社の社地に当たる。山頂の気象庁 東京管区気象台 富士山特別地域気象観測所の所在地は静岡県富士宮市富士山頂剣ヶ峰、富士宮口登山道の終点にある富士山本宮浅間大社奥宮は静岡県富士宮市富士山頂上官有無番地などとされているが、郵便事情などから付けられた便宜的な表記であり、正式な住所ではない[8][9]。
- 岐阜県不破郡関ケ原町 (49.28) ・揖斐郡揖斐川町 (803.44) と滋賀県米原市 (250.39) の1103.10
- 愛知県弥富市 (49.26) と三重県桑名郡木曽岬町 (15.74) の65.01
- 岡山県玉野市 (103.44) と香川県香川郡直島町 (14.21) の117.66
- 福岡県田川郡添田町 (132.20) と大分県中津市 (491.44) の623.64 - 英彦山周辺
- 熊本県阿蘇郡小国町 (136.94) と大分県竹田市 (477.53) ・玖珠郡九重町 (271.37) の885.84
- 宮崎県小林市 (562.95) ・えびの市 (282.93) ・東諸県郡綾町 (95.19) と鹿児島県姶良郡湧水町 (144.29) の1085.35

### 解消された境界未定地域
- 青森県十和田市 (688.60) と秋田県鹿角郡小坂町 (178.00) の866.60と、十和田湖の湖面の61.02
  - 「県の境界にわたる市町の境界の確定（平成20年総務省告示第721号）」が2008年12月25日に公示され、境界が画定した（カッコ内は、平成19年度版全国市町村要覧に記載されている便宜上の概算数値）。
  - 十和田湖は陸奥国北郡（東岸）と鹿角郡（西岸）に跨っているが、境界は不明確だった。江戸時代には両郡とも盛岡藩領（北郡の一部は七戸藩領だが十和田湖とは無関係の地域）であったため大きな問題にならなかったが、戊辰戦争の結果この付近の領地は盛岡藩から没収され、九戸県、八戸県、三戸県を経て、明治2年11月28日（1869年12月30日）に北郡（七戸藩領を除く）が斗南藩に、鹿角郡が江刺県に属することになった。最終的に境界未定のまま、前者が青森県、後者が秋田県になった。後に南岸は、中山半島の西にある神田川が境界と暫定的に定められた。しかし北岸に関しては両県の主張が異なり、長年対立していた。面積により金額が決まる地方交付税交付金が、境界が確定することにより増額するため、財政難にある関係自治体が早期解決をめざし調整がされてきた。なお、増額された地方交付税交付金は、少なくとも10年間は十和田湖の環境対策や景観保護対策に使われる予定である[10]。
- 熊本県球磨郡水上村 (192.11) と宮崎県東臼杵郡椎葉村 (536.20) の728.31
  - 2010年9月30日の官報で「県の境界にわたる市町の境界の確定（平成22年総務省告示第356号）」が公示され、境界が画定した（カッコ内は、平成19年度版全国市町村要覧に記載されている便宜上の概算数値）。
  - 廃藩置県以来、現在の国道388号付近の約1700メートルが未確定だったが、水上村の呼びかけに椎葉村が応じ、合意に至った。確定によって椎葉村の面積が1.15平方キロメートル増加した[11][12]。